# Hurry Up Tomorrow – Az éjszaka határán
A Hurry Up Tomorrow – Az éjszaka határán (eredeti cím: Hurry Up Tomorrow) 2025-ben bemutatott amerikai filmthriller, amelyet Trey Edward Shults, Abel „The Weeknd” Tesfaye és Reza Fahim forgatókönyvéből Shults rendezett. A film Tesfaye 2025-ös, Hurry Up Tomorrow című albumának kiegészítőjeként szolgál. A főbb szerepekben Tesfaye, Jenna Ortega és Barry Keoghan látható.
Az Amerikai Egyesült Államokban 2025. május 16-án került a mozikba. Magyarországon egy nappal korábban, május 15-én mutatták be az ADS Service forgalmazásában. Általánosságban negatív visszajelzéseket kapott a kritikusoktól, és bevételi szempontból is megbukott; világszerte 6 millió dolláros bevételt ért el a 15 milliós költségvetésével szemben.

## Cselekmény
Abel Tesfaye, a zenei szupersztár egy koncertet tart, a fellépés után pedig bulizik és drogozik Lee nevű menedzserével. Lee bátorítása ellenére Abel nem akar fellépni, mert a közelmúltban történt szakítása miatt egyre nagyobb a depressziója. Eközben valahol Los Angelesben Anima, Tesfaye zenéjének rajongója felgyújt egy házat, mielőtt elmegy Abel következő koncertjére, figyelmen kívül hagyva édesanyja üzeneteit.
A koncert előtt Abelnél izomfeszültségi diszfóniát diagnosztizálnak, ezért a fellépés lemondását fontolgatja, de Lee végül rábeszéli. Mielőtt színpadra lép, Abel durva hangüzenetet hagy a volt barátnőjének, őt hibáztatva a depressziójáért. Anima besurran a koncertre, amelyen Abel elveszíti a hangját, és hirtelen elhagyja a színpadot. Anima ezután a színfalak mögé oson, és találkozik a férfival. Abel kíváncsiságtól vezérelve figyelmen kívül hagyja a biztonságiakat, és az éjszakát Anima társaságában tölti a Santa Monica-i Pacific Parkban, majd később egy szállodában. Anima könnyekben tör ki, ahogy Abel eljátssza a „Hurry Up Tomorrow” című dal egy részét, ami a magány és az elhagyatottság témájára összpontosít.
Másnap, miközben Abel készül visszaindulni a turnéra, meghallja, ahogy Anima és az anyja telefonon vitatkoznak az általa okozott gyújtogatásról. Anima agresszívan próbálja megakadályozni Abel elutazását, arra kérve, hogy nyíljon meg neki érzelmileg, de a férfi visszautasítja, így Anima feldühödve megüti egy üveg pezsgővel. Abelnek eszméletlenül élénk rémálma van, amelyben egyedül sétál a szállodai szobájából az utcára, és gyermekkori énje bámul vissza rá.
Abel a szálloda ágyához kötözve ébred. Anima a „Blinding Lights” és a „Gasoline” című dalaira táncol, miközben elemzi számainak ismétlődő témáit: a nőkkel való mérgezett kapcsolatokat, de Abel továbbra sem hajlandó megnyílni neki a dalaival kapcsolatban. Lee megérkezik, és megtalálja Abelt, miután lenyomozta a telefonját a szállodáig. Anima kinyitja az ajtót, és megpróbálja meggyőzni, menjen el, de amikor az nem hajlandó, elővesz egy kést. A heves dulakodás után Anima végzetesen nyakon szúrja Lee-t. Anima ezután benzinnel locsolja le Abelt, és azzal fenyegetőzik, hogy felgyújtja, ha nem nyílik meg neki érzelmileg. Abel végül megszólítja Animát, és a „Hurry Up Tomorrow” című dalával megnyugtatja, majd a lány elengedi őt az ágyból. Anima a távozás előtt felgyújtja a szobát.
Abel elhagyja a szállodai szobáját, és közvetlenül a színfalak mögött találja magát a koncerten. Egy tükör előtt bámulja magát, szemmel láthatóan megrázva az eseményektől.

## Szereplők
| Szerep                                    | Színész              | Magyar hang    |
| ----------------------------------------- | -------------------- | -------------- |
| Önmaga                                    | Abel Tesfaye         | Baráth István  |
| Önmaga                                    | Ivan Troy (fiatalon) |                |
| Anima, Abel rajongója                     | Jenna Ortega         | Staub Viktória |
| Lee, Abel menedzsere                      | Barry Keoghan        | Czető Roland   |
| lány a hangpostán Anima anyjának (hangja) | Riley Keough         |                |
| Önmaga                                    | Metro Boomin         |                |
| Önmaga                                    | Belly                |                |
| Önmaga                                    | Gaspard Augé         |                |
| Önmaga                                    | Xavier de Rosnay     |                |
| Lavi                                      | Paul L. Davis        |                |

### Magyar változat
- Magyar szöveg: Horváth Szilvia
- Hangmérnök és vágó: Csaba Tamás
- Gyártásvezető: Nagy Anna
- Szinkronrendező: Csorba Éva
- Stúdióvezető: Csaba László

A szinkront a Syncton Stúdió készítette el.

## A film készítése

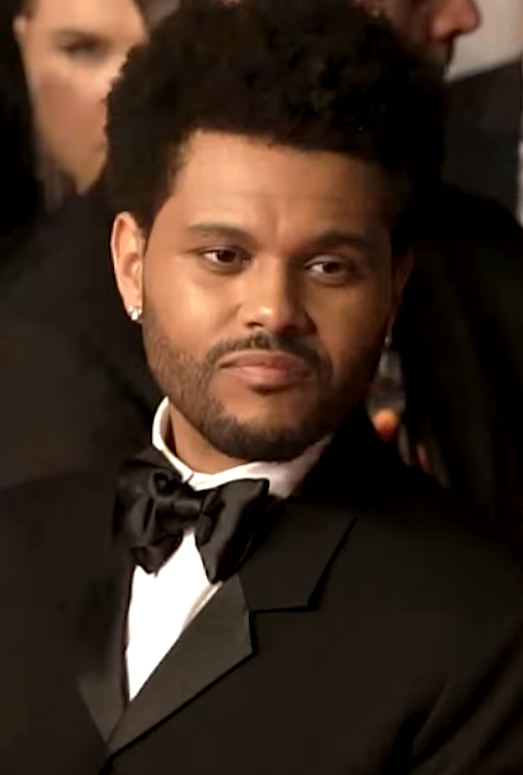
The Weeknd saját magát alakítja a filmben

A filmet Trey Edward Shults rendezte és vágta, a forgatókönyvet pedig Abel „The Weeknd” Tesfaye és Reza Fahim társaságában írta. A történet Tesfaye hatodik stúdióalbumán alapul. Tesfaye és Fahim producerként is részt vettek a filmben a Manic Phase produkciós cégen keresztül, Kevin Turen és Harrison Kreiss közreműködésével. A film vezető producerei Shults, Jenna Ortega, Michael Rapino, Ryan Kroft, Wassim „Sal” Slaiby és Harrison Huffman voltak. A film operatőre Chayse Irvin volt, a film zenéjét pedig Daniel Lopatin és Tesfaye közösen szerezték. Ez volt az egyik utolsó projekt, amin Kevin Turen a 2023. novemberi halála előtt dolgozott.
Tesfaye, Ortega és Barry Keoghan főszereplőként csatlakoztak a stábhoz. Ez volt Tesfaye első filmes főszerepe, miután korábban cameószerepben tűnt fel saját magaként a Csiszolatlan gyémánt filmben, valamint főszerepet játszott és társalkotóként dolgozott az HBO-s Az idol című sorozatban. Noha Ortega és Keoghan is több ajánlat között válogattak áttörő évüket követően, a produkció zöld utat kapott, miután elkötelezték magukat a projekt mellett. A filmet a Live Nation Entertainment finanszírozta, 15 millió dolláros költségvetéssel.
A film és az album egy valós esemény ihletésére született, amely az After Hours til Dawn Tour koncertturné 2022. szeptemberi SoFi Stadionbeli állomásán történt, amikor Tesfaye előadás közben elvesztette a hangját, és kénytelen volt megszakítani a koncertet. Az esetet nem fizikai sérülés, hanem pszichológiai stressz okozta.
Az album I Can't Fucking Sing című száma is erre az eseményre utal, és tartalmaz párbeszédrészleteket a filmből.

### Forgatás
Amikor a Deadline Hollywood 2023. február 28-án bejelentette a filmet, a forgatási munkálatok már javában zajlottak. A filmet a kanadai operatőr, Chayse Irvin forgatta 35 mm-es, 16 mm-es és Super 8-as filmszalagra, ami egyben az első közös munkája volt Shultsszal.

## Bemutató
2024 novemberében a Lionsgate Films bejelentette, hogy megvásárolta a Hurry Up Tomorrow című film nemzetközi forgalmazási jogait. Az Amerikai Egyesült Államokban 2025. május 16-án mutatták be a mozikban.
A film gyenge fogadtatása miatt később, 2025. június 6-án megjelent a prémium Video on Demand szolgáltatásokon.

### Bevételi adatok
2025. június 5-ig a Hurry Up Tomorrow 5,2 millió dolláros bevételt ért el az Amerikai Egyesült Államokban és Kanadában, és 1 007 042 dollárt más területeken, ami világszerte összesen 6,2 millió dollárt eredményezett.
Az Egyesült Államokban és Kanadában a Hurry Up Tomorrow a Végső állomás: Vérvonalak című filmmel együtt került a mozikba, és a nyitóhétvégén 2020 moziban 5-9 millió dolláros bevételt vártak. Az előzetes vetítésekből 1,65 millió dollárt hozott: szerdán 1,3 millió dollárt, csütörtökön 350 ezer dollárt. Bevételi szempontból megbukott a jegypénztáraknál, a hatodik helyen végezve 3,2 millió dolláros bevétellel.